# Cool Boarders 3
Cool Boarders 3 est un jeu vidéo de snowboard développé par Idol Minds et édité par 989 Studios, sorti en 1998 sur PlayStation.

## Accueil
- Jeuxvideo.com : 14/20[2]